# Абитуриентски течај у Лесковцу
Државни једногодишњи економско-комерцијални абитуриентски течај у Лесковцу трајао је од септембра 1943. до јуна 1944. године, у јеку Другог светског рата и био је покушај чувања лесковачке омладине од врбовања од стране учесника у грађанском рату и љотићеваца.

## Оснивање
Иницијатива за рад течаја потекла је од Николе Чуљковића, службеника Хипотекарне банке и професора Владимира Загорског. Председник општине Михајло Николић и окружни начелник Стрњковић су прихватили, а министар Велибор Јонић је дао сагласност. Један од циљева течаја био је обезбеђивање школованих кадрова за потребе привреде и развоја фабрика након ослобођења од Немаца, те су многи власници фабрика и други привредници помагали течај.

## Полазници
Течај је похађало 98 полазника у два одељења од којих је једно било у згради Државног тужилаштва (сада Окружног суда), а друго у кафани "Златан праг" које су чинили млади Лесковчани који су желели да избегну мобилизацију од стране Српске државне страже и да не дежурају као таоци на чувању железничке пруге. Програмом је било предвиђено и учење немачког језика, али су сви полазници то одбили. Након завршетка рата многи од њих су ухапшени или ливидирани.